# Kematen am Innbach
Kematen am Innbach – gmina targowa w Austrii, w kraju związkowym Górna Austria, w powiecie Grieskirchen. Liczy 1 359 mieszkańców.